# IC 491
IC 491 — галактика типу S  M (спіральна змішана галактика) у сузір'ї Рак.
Цей об'єкт міститься в оригінальній редакції індексного каталогу.